# Zidisha
Zidisha — американская некоммерческая организация, которая занимается прямым микрокредитованием в развивающихся странах. Система микрокредитования Zidisha, действующая через сайт zidisha.org и отдельное мобильное приложение для телефона, позволяет связать непосредственно малоимущего заемщика, занимающегося малым бизнесом, и кредитора через международные границы без местных посредников. На суахили слово zidisha означает «рост» или «расширение». Организация основана в 2009 году Джулией Курниа, базируется в штате Виргиния. 

## История
В качестве аналитика федерального United States African Development Foundation (Вашингтон) Джулия Курниа посещала Нигер и Кению, где изучала рынок микрофинансирования и систему распределения правительственных грантов. В 2006 году она вместе с коллегами учредила Senegal Ecovillage Microfinance Fund — одно из первых в мире микрофинансовых учреждений, которое основывалось на капитале, привлеченном посредством предоставления P2P (через площадку Kiva). В 2009 году, учтя опыт предыдущего проекта, Курниа основала собственную организацию Zidisha. В 2012 году из-за финансовых трудностей, связанных с невозвратом кредитов, Kiva прекратила своё сотрудничество с Senegal Ecovillage Microfinance. В начале 2014 году инвестором Zidisha выступил венчурный фонд Y Combinator.

## Идея Zidisha
Кредиты, предоставленные через сайт Zidisha, позволяют людям в бедных странах основывать предприятия малого бизнеса. После возвращения ссуд кредиторам те подбирают новых нуждающихся в микрокредитовании. Уникальность системы заключается в том, что отсутствуют посредники между кредитором и его клиентом. Заемщики сами отправляют свои заявки на кредит и непосредственно общаются с кредиторами. Любой человек в стране, обслуживаемой Zidisha, может создать счёт заемщика на веб-сайте Zidisha.org. Прежде чем счёт заемщика будет активирован для регистрации заявок на кредит Zidisha проверяет его кредитную историю. Также Zidisha компенсирует отсутствие формальных кредитных рейтингов в развивающихся странах, но следит, чтобы заемщики возвращали кредиты местным банкам или микрофинансовым учреждениям.
В зависимости от погашения кредита у заемщика формируется рейтинг (наподобие рейтингов eBay или Amazon.com). В будущем заемщику с высокими рейтингами и позитивными откликами от предыдущих кредиторов будет легче получить большие суммы по более низким процентным ставкам.
Наиболее активно Zidisha кредитует в Кении, Буркина-Фасо, Сенегале, Гане, Индонезии и Гвинее. Средний заемщик Zidisha платит по кредиту примерно 10,6 % в год, включая проценты и операционный сбор, что намного ниже мирового показателя в 35 %. Уровень инфляции в развивающихся странах значительно различается и может достигать 53 %, что намного выше процентных ставок по микрокредитам. Zidisha не гарантирует защиту от потерь по валютным рискам, но также и не ограничивает возможности кредиторов получать прибыль от колебаний курса валют.